# Cayratia daliensis
Cayratia daliensis är en vinväxtart som beskrevs av Chao Luang Li. Cayratia daliensis ingår i släktet Cayratia och familjen vinväxter. Inga underarter finns listade i Catalogue of Life.